# لشکر ۹۲ پیاده (ایالات متحده آمریکا)
لشکر ۹۲ پیاده (انگلیسی: 92nd Infantry Division) لشکر پیاده‌نظام نیروی زمینی ایالات متحده آمریکا است، که در سال ۱۹۱۷ تأسیس شد و در سال ۱۹۴۵ منحل گردید.
لشکر ۹۲ پیاده در طول جنگ جهانی اول یک لشکر پیاده نظام آمریکایی آفریقایی‌تبار (سیاه‌پوستان) و بعدها مختلط ارتش ایالات متحده بود که در جنگ جهانی اول و جنگ جهانی دوم خدمت کرد. ارتش در طول جنگ‌های جهانی از نظر نژادی تفکیک شده بود. این لشکر در اکتبر ۱۹۱۷، پس از ورود ایالات متحده به جنگ جهانی اول، در کمپ فانستون، کانزاس، با سربازان آمریکایی آفریقایی‌تبار از همه ایالت‌ها سازماندهی شد. در سال ۱۹۱۸، قبل از عزیمت به فرانسه، بوفالوی آمریکایی به دلیل لقب "سربازان بوفالو" که در قرن نوزدهم به سوارکاران آمریکایی آفریقایی تبار داده شده بود، به عنوان نشان لشکر انتخاب شد. لقب لشکر، "لشکر سربازان بوفالو"، از پیاده‌نظام ۳۶۶، یکی از اولین واحدهای سازماندهی شده در این لشکر، به ارث رسیده است.
لشکر ۹۲ پیاده، تنها لشکر رزمی از سیاهپوستان بود که در طول جنگ جهانی دوم در نبردهای اروپا شرکت کرد. واحدهای دیگر به عنوان پشتیبانی استفاده می‌شدند. این لشکر بخشی از ارتش پنجم ایالات متحده بود که از سال ۱۹۴۴ تا پایان جنگ در نبرد ایتالیا جنگید.